# La Bonne Chanson (Fauré)
Pour les articles homonymes, voir La Bonne Chanson (homonymie).
La Bonne Chanson, op. 61, est un cycle de neuf mélodies, composé par Gabriel Fauré, mettant en musique le recueil du même nom du poète Paul Verlaine.
Fauré compose cette œuvre entre 1892 et 1894, alors qu'il est amoureux d'Emma Bardac. Elle lui est dédiée. La partition est écrite pour ténor et piano, mais Fauré l'arrange ensuite pour ténor, piano et quintette à cordes.

## Composition
1. Une sainte en son auréole
2. Puisque l'aube grandit
3. La lune blanche luit dans les bois
4. J'allais par des chemins perfides
5. J'ai presque peur, en vérité
6. Avant que tu ne t'en ailles
7. Donc, ce sera par un clair jour d'été
8. N'est-ce pas ?
9. L'hiver a cessé

## Enregistrements
- La Bonne Chanson : French Chamber Songs Anne Sofie von Otter, et alii (arrangement pour quintette à cordes). Deutsche Grammophon.
- Gabriel Fauré, Henri Duparc : Mélodies Hugues Cuénod avec Martin Isepp (versions pour piano). Nimbus Records